# Dracaena goldieana
Dracaena goldieana es una especie de planta de la familia de las asparagáceas, anteriormente incluida en las ruscáceas. Se encuentra en África tropical.

## Descripción
Es un arbusto con tallo corto, leñoso y simple. Las hojas abundantes; con pecíolo canalizado,  ovadas, acuminadas,  ampliamente redondeadas en la base, con irregulares bandas transversales de colores brillantes verde y gris plateado en proporciones aproximadamente iguales. Flores en una densa inflorescencia globosa sésil. Perianto de color blanco, con los segmentos más cortos que el tubo. Estambres más cortos que los segmentos del perianto.

## Taxonomía
Dracaena goldieana fue descrita por W.Bull ex Mast. & Moore y publicado en The Gardeners' Chronicle & Agricultural Gazette 1872: 1232, en el año 1872.
Etimología
Ver: Dracaena
goldieana: epíteto
Sinonimia
- Draco goldieana (W.Bull ex Mast. & Moore) Kuntze
- Pleomele goldieana (W.Bull ex Mast. & Moore) N.E.Br.[4]